# カナリア (お笑いコンビ)
カナリアは、かつて吉本興業で活動していたお笑いコンビ。2003年9月結成、2018年3月解散。『M-1グランプリ2010』ファイナリスト。

## メンバー
ボン 溝黒（ボン みぞくろ、1979年6月14日 - ）（46歳）
ツッコミ担当、立ち位置は向かって左。

安達 健太郎（あだち けんたろう、1979年5月14日 - ）（46歳）
ボケ担当、立ち位置は向かって右。

## 概要
- 大阪NSC21期生。1998年にボンは「ババリア」、安達は「シュガーライフ」というコンビを組み、共に、『M-1グランプリ』で準決勝進出経験がある。大阪・baseよしもとを中心に活動していたが、2003年に相次いで解散。安達が声を掛けて同年にカナリアを結成し、同時に東京に拠点を移した。なお、上京したきっかけは、千原ジュニアの「お笑いやるなら大阪より東京の方がいい、マクドナルドのアルバイトでも大阪より東京の方が絶対ええやろ」という発言に納得したからだと語っている。しかし、上京後にジュニア本人にその事を話すと「（同じマクドナルドなら）東京でも大阪でもマニュアルに従うだけ」と言われ落胆したという。
- コンビ名は「カナリア」のほかに「ヘルメットキッチン」「ドラキュラーズ」という候補があり、ボンが後藤輝基（フットボールアワー）に話して決めてもらった。安達曰く「『カナリア』を最初の候補に出してから『ドラキュラーズ』を言おうとしたら、『ドラキュ』位で『カナリアやろ！』と言われた」。
- 安達がボケ担当、ボンがツッコミ担当となっているが、安達曰く「安達がボケ・ツッコミ担当で溝黒はユニーク担当」。そのためか、ネタは安達の方が「もうええわ」と言って締めるネタがある。もちろんボンが締めるネタもある。
- 2009年7月22日のAGE AGE LIVEでは、安達が過労で入院し出られなかったため、ボンがピンでネタを披露した。しかし2009年7月30日の『イロモネア』の「ゴールドラッシュ」は撮影した日が入院する前だったため、2人とも出演していた。同年7月29日のAGE SAGE LIVEでは、同上の理由にて、ボンがピンでネタを披露し、第3位になりAage残留となった。また、翌月のAGE SAGE LIVEでは今度は安達がピンでネタを行い第1位となった。しかし翌月には2人で漫才を披露したが、Bageに落ちてしまった｡
- 『M-1グランプリ』には2003年から出場。翌2004年には初めて準決勝に進出した。
  - その後2009年まで6年連続で準決勝敗退だったが、2010年大会で初の決勝戦進出を果たす。しかし初出場の上にトップバッターというハンデもあってか、結果は最下位だった[1]。
  - 放送作家の倉本美津留は「（準決勝の審査会議で）これは決勝あげてもいいでしょう。準々決勝のネタ（手合わせ歌）でも準決勝のネタ（輪唱）でもどっちでもいい」となったが、決勝戦で全く違うネタを披露したことに驚いたという。倉本はさらに「優勝を意識しすぎてネタを選択ミスしたのでは」と述べている[2]。
- 芸人としての月収を『今ちゃんの「実は…」』で公表した際にはボンが6万円、安達が2万4千円。安達の給与明細は妻にクシャクシャにされていたという[3]。『いきなり!黄金伝説。』で、ボンの家に訪れた際に相当な汚宅となっており、強制的に掃除させられた。
- アルバイト中心の生活になり、安達は妻に顔にファブリーズをかけられるようになった。ボンは1枚2000円の似顔絵を描いて売って、苦しい時はキャットフードで飢えをしのぐという。[3]
- 2017年12月16日、コンビ結成の目的だった『M-1グランプリ』優勝が叶わず、漫才性の違いが生じたことを理由に2018年3月10日をもって解散することを発表した[4]。
  - 解散のきっかけは個人活動をしたいボンからの申し出。安達はカナリア継続を望んでいたが、ボンの意思は変わらず解散を受け入れる。この時、安達が解散を自ら直接報告した先輩芸人は、野性爆弾とライセンスの2組のみ。
  - 2018年3月5日大阪「ボンvs安達」、同年3月10日「ボン＆安達」のライブにて解散。ライブでは過去の昔のネタをほとんど変えずに行っていたため、亡くなった人の名前やブームを過ぎた人の名前が上がり、その都度安達は苦笑いを浮かべていた。ボンはほとんどのネタで、咬んだり間違えたりしており、とりわけ東京のエンディングでは、「10本もネタを覚えられない」と発言している。[5]
  - 解散後は安達は本名の「安達健太郎」で、ボン溝黒は「ボンざわーるど」に改名して、ピン芸人として活動を継続。しかし、ボンは解散日当日の前にTwitterの名前を新しいものに変えており、フォロワーに「早すぎる」と注意されていた。

## ネタ
主に漫才。安達の歌唱力を生かしたネタを披露することが多い。コントも時々行う。また、最近ではテレビの短時間のネタ見せ番組などで、短めのコントネタを披露することが多い。
- 『それいけ!アンパンマン』を模した『それいけ!アソパソマソ』の紙芝居

アンパンマンの歌の替え歌で、アソパソマソの人間像を安達が歌っていくもの。溝黒はそれに対し、騒ぎながら感想を述べている。ちなみにこのネタで使われる絵は安達が描いている。
- 『二者択一 on my mind』

井上陽水の『最後のニュース』のメロディーで、「○○と××ではどっちが△△なの〜」等と安達がネタを歌う。溝黒はギターを弾く。
- 『日本語教室』

フリップに書いてある英語の日本語訳を面白おかしく安達が言い、生徒役の溝黒が復唱する。
（例）NEVER ENDING STORY→こち亀or校長の挨拶、CHANGE THE WORLD→性転換、HOW MANY→どんだけ〜　など。
- 『カナリア国語辞典』

溝黒がめくっていくフリップに書いてある日本語を、安達が国語辞典風に面白おかしく説明していく。
（例）はしのえみ→「ひらがな」
吉本新喜劇→「きつねうどんが1杯300万円する世界」
小倉智昭→「インターネット検索で、『天達 天達 天達』と入力すると、本物の天達さんを差し置いて検索結果のトップに入る人物」
木の実ナナ→「インターネット検索で『2時間 湯けむり ジャネット・ジャクソン』で検索すると本物のジャネット・ジャクソンを差し置いて最初に出てくる人物」
地井武男→「インターネット検索で、『俳優 散歩 50・80喜んで』と入力すると出てくる人物」
八嶋智人→「インターネット検索で、『俳優 眼鏡　高橋克実の横』と入力すると出てくる人物」など
本人は「ちなみにYahoo!で検索してもGoogleで検索しても天達武史が最初に出てくるし、同様にやっても木の実ナナも始めに出てこない。ただのネタとして受け取るべき」などと「本気で勘違いする人がいるため困っている」とAGE AGE LIVEで発言していた。実際このネタが爆笑レッドカーペットで披露された日、Yahoo! JAPANの急上昇ワードランキングで「天達 天達 天達」がランクインしたことがある。
- 『ドレミのうたゲーム』

溝黒が子供の頃やっていたという童謡『ドレミのうた』（ペギー葉山訳詞）を使った「ドレミのうた」ゲームを説明し、それに安達が乗っかる形で進行する。ルールは、一人がドレミのうたの一節を歌ったあと、ドレミファソラシドのどれか一音を口にすると、次の人は、言われた音の歌詞を歌わなければならない。メロディがごちゃごちゃになった側が負けのゲーム。
このネタは2010年の『M-1グランプリ2010』（テレビ朝日系）の決勝ファーストラウンドのトップバッターで出場し、披露した。
ド→フリのため原曲のまま
レ→レはレンコンアレルギー、レンコンアレルギー　食べると喉の奥の痒みが止まらない
ミ→ミはみんなの輪に入れずに、孤立していた幼少時代
ファ→ファはファイティングポーズ、家に帰ればファイティングポーズ継母の前ファイティングポーズ、タタタタファイティングポーズ
ソ→ソは疎開先で君に出会った　君は米兵に向かいファイティングポーズ、タタタタファイティングポーズ
ラ→ラはらっきょうアレルギー、らっきょうアレルギー　食べると喉の奥の痒みが止まらない
シ→シは知床アレルギー、知床アレルギー　知床の寒さにファイティングポーズ、ファイティングポーズ

2017年安達主催のライブ『カケル』にて東京ダイナマイト松田とこのネタを行なっており、オリジナルの部分が加わったため、上記のものとやや変更がある。年末の大宮のカナリアライブ「ボンと安達と」や解散ライブのトリとしてこのネタを行った際は、松田の色が一部残ったものになっている。

## 出囃子
- さめざめ「じょいくん&じょいちゃん」
  - かつては、EGO-WRAPPIN' 「サイコアナルシス」を使用していた。

## 賞レース成績・受賞歴など

### M-1グランプリ
| 年     | 結果         | エントリーNo. | 決勝戦キャッチコピー  | 備考                                              |
| ------ | ------------ | ------------- | --------------------- | ------------------------------------------------- |
| 2003年 | 3回戦敗退    |               |                       |                                                   |
| 2004年 | 準決勝敗退   |               |                       |                                                   |
| 2005年 | 準決勝敗退   |               |                       |                                                   |
| 2006年 | 準決勝敗退   |               |                       |                                                   |
| 2007年 | 準決勝敗退   |               |                       |                                                   |
| 2008年 | 準決勝敗退   |               |                       |                                                   |
| 2009年 | 準決勝敗退   |               |                       |                                                   |
| 2010年 | 決勝9位      | 4789          | 羽ばたけ!ラストイヤー |                                                   |
| 2015年 | 3回戦敗退    | 943           |                       |                                                   |
| 2016年 | 準々決勝敗退 | 1844          |                       |                                                   |
| 2017年 | 2回戦敗退    | 12            |                       | 過去に決勝戦を経験したプロのコンビの2回戦敗退は初 |

## 出演

### テレビ
- M-UMA（MUSIC ON! TV） レギュラー
- 爆笑オンエアバトル（NHK総合）戦績2勝3敗 最高449KB
  - 溝黒はババリア時代にも出場しているが、結果は265KBで9位オフエアであった。
- オンバト+（NHK総合）戦績2勝0敗 最高429KB
- お笑い登龍門（フジテレビ）
- キャナガワ（テレビ神奈川）
- エンタの神様（日本テレビ）キャッチコピーは「淡色のイエロー鳥ック」
- ブスの瞳に恋してる（フジテレビ）
- インパクト!（フジテレビ）
- ジャイケルマクソン（毎日放送）
- ワイ!ワイ!ワイ!（ヨシモトファンダンゴTV）　第2期木曜準レギュラー
- 爆笑レッドカーペット（フジテレビ）（2009年2月4日放送分でレッドカーペット賞受賞）
- 爆笑ピンクカーペット（フジテレビ）二番組ともキャッチコピーは「アホのさえずり」→「愉快なさえずり」
- おはスタ（テレビ東京）
- ゼベック・オンライン（TOKYO MX、2004年11月29日）
- 本番で〜す!（テレビ東京、2007年6月16日）
- オッチモ!・史上最大の一発ギャグ祭り!大秒殺 No.1ギャガー決定戦（関西テレビ、2008年9月2日）
- 鬼のワラ塾（テレビ朝日、2008年10月 - 2009年9月）安達曰く「芸歴11年目にして初のレギュラー」
- U・LA・LA@7（TOKYO MX、2009年5月12日） - 『よしもとうららちゃん』コーナー
- ザ・イロモネア（TBSテレビ、2009年7月9日）『ゴールドラッシュ』に出演、3回勝ち抜き本戦出場権獲得。2010年2月25日に本戦へ出場し4回戦「サイレント」で敗退。
- run for money 逃走中（フジテレビ） - 逃走者に与えられるミッションの仕込み役（2011年4月10日）
- 浜ちゃんが!（読売テレビ、2010年11月24日）
- 全快はつらつコメディ お笑いドクター24時!!（朝日放送、2011年1月16日）
- 20マウス（TBSテレビ、2011年4月20日 - 2011年9月11日）レギュラー
- タモリ倶楽部（テレビ朝日、2012年3月9日）「関西人が思う『ナメられない街No.１』三軒茶屋徹底検証」回に出演
- あるあるYYテレビ（TVQ九州放送、2013年1月17日 - 2013年3月28日）隔週木曜日MC
- 一休さん2（フジテレビ、2013年5月5日） - 座員役
- 最後の1日・最後の言葉～ホントにそれでイイんですか？～（日本テレビ、2018年4月27日）※解散ライブに密着

### ラジオ
- ゴーK!（MBSラジオ） - 東京で収録時のみ

### 書籍
- カナリアの日本語教室（ワニブックス刊）
- ∞男子寮～AGE AGE荘～（ワニブックス刊）

### DVD
- 鬼のワラ塾 赤・黒（よしもとアール・アンド・シー） - レギュラー出演
- ヒッシノパッチ（よしもとアール・アンド・シー）
- 金糸雀（よしもとアール・アンド・シー）
- LICENSE vol.ZEPP ENJOY!!
- LICENSE vol.ZEPP ENJOY!!~grow up2009~
- LICENSE vol.ZEPP ENJOY!!~the energy2010~
- LICENSE vol.ZEPP ENJOY!!-FINAL-
- コサジ一杯の鳥の中身
- やりすぎフェスタ2010vol.1(トーク部分のみ）、vol.2（座長公演収録）
- ヨシモト∞ホール若手お笑いバトルvol.1
- 業界イチの青田買い、LIVE STANDなど(すべてよしもとアール・アンド・シー）

## 単独ライブ
- 2005年
  - 1月23日 - 「ボン」（シアターD/東京）
- 2006年
  - 8月8日 - 「でっかいニワトリには負ける」（北沢タウンホール/東京）
- 2007年
  - 2月18日 - 「富士山のふもとでーす!（頂上みたいに言いました）」（新宿シアターモリエール/東京）
  - 9月28日 - 「ボンと安達」（新宿シアターモリエール/東京）
- 2008年
  - 8月25日 - 「ババチビル」（北沢タウンホール/東京）
- 2009年
  - 3月12日 - 「ババチビル」（北沢タウンホール/東京）
  - 4月9日 - カナリア漫才全国ツアー2009「ヒッシノパッチ」in 東京笹塚（笹塚ファクトリー/東京）
  - 6月26日 - カナリア漫才全国ツアー2009「ヒッシノパッチ」in 札幌（ターミナルプラザことにPATOS/北海道）
  - 5月5日 - カナリア漫才全国ツアー2009「ヒッシノパッチ」in 岡山（岡山三丁目劇場/岡山）
  - 8月15日 - カナリア漫才全国ツアー2009「ヒッシノパッチ」in 東京（ルミネtheよしもと/東京）
  - 8月26日 - カナリアコントライブ「ヒッシノパッチ」（ルミネtheよしもと/東京）
  - 9月18日 - カナリア漫才全国ツアー2009「ヒッシノパッチ」in 名古屋（ASUNAL HALL/愛知）7月24日公演の振替公演
  - 9月21日 - カナリア漫才全国ツアー2009「ヒッシノパッチ」in 大阪（京橋花月/大阪）
- 2010年
  - 3月6日 - 「ババチビルハル」（ルミネtheよしもと/東京）
- 2011年
  - 10月21日 - 「金糸雀」東京公演（ルミネtheよしもと/東京）
  - 11月23日 - 「金糸雀」大阪公演（京橋花月/大阪）
- 2015年
  - 6月6日 - 「金のネックレス」（ルミネtheよしもと/東京）
- 2016年
  - 5月5日 - 「春金糸雀」（ルミネtheよしもと/東京）

- 2018年
  - 3月5日 - カナリア解散ライブ「ボンvs安達」 （YES THEATER/大阪）
  - 3月10日 - カナリア解散ライブ「ボン＆安達」（ルミネtheよしもと/東京）